# Royal Flight

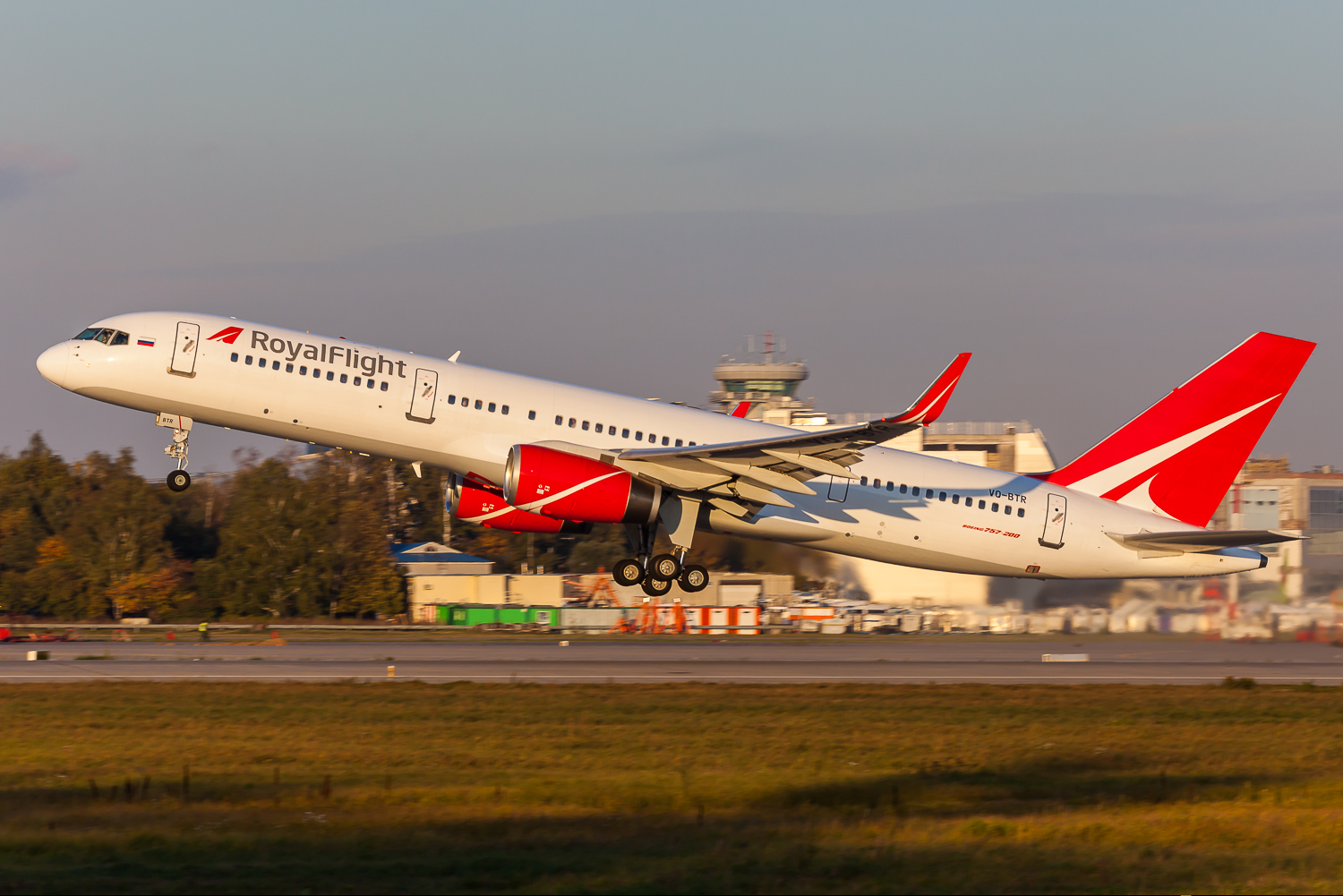
Boeing 757-200 de Royal Flight au décollage de l'Aéroport de Moscou-Domodedovo (Septembre 2014)

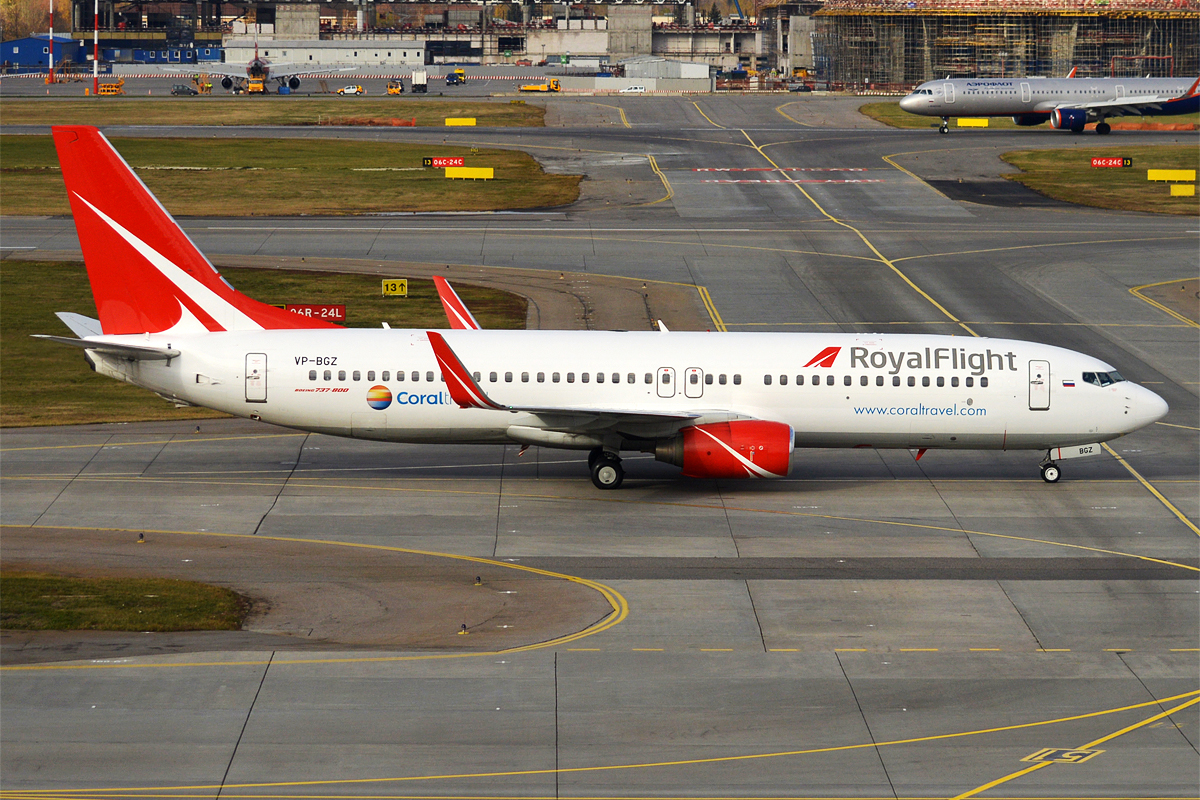
Boeing 737-800 de Royal Flight

JSC "Royal Flight airlines" (russe : ЗАО «Авиакомпания «Роял Флайт») est une compagnie aérienne charter basée à Abakan, en Russie. Elle propose des vols charters entre la Russie et des destinations de vacances telles que l'Égypte, la Turquie, l'Inde et les Émirats arabes unis.

## Histoire
La compagnie aérienne a été fondée en 1992 sous le nom d'Abakan-Avia (en). En juillet 2014, elle est rachetée par le voyagiste russe Coral Travel et renommée Royal Flight le 11 juillet 2014.

## Flotte
En juillet 2020, la flotte de Royal Flight comprenait les appareils suivants :

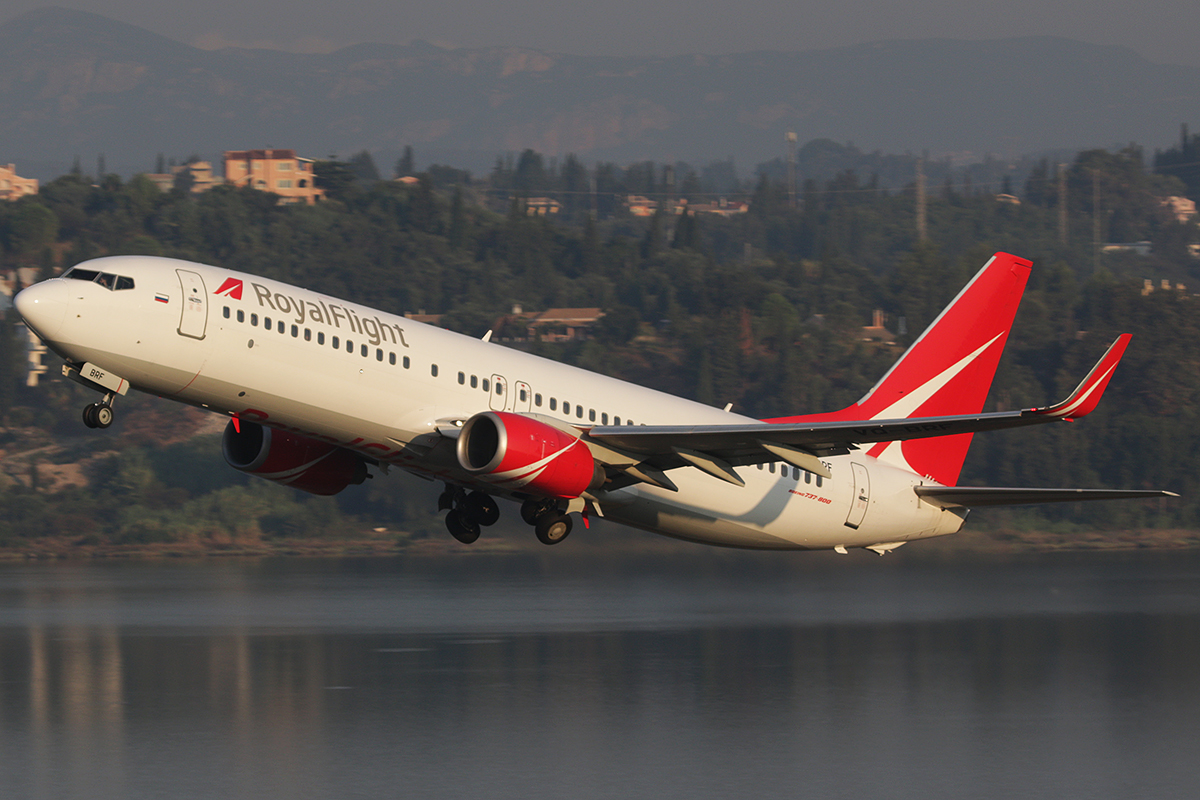
VQ-BRF, Boeing 737-800
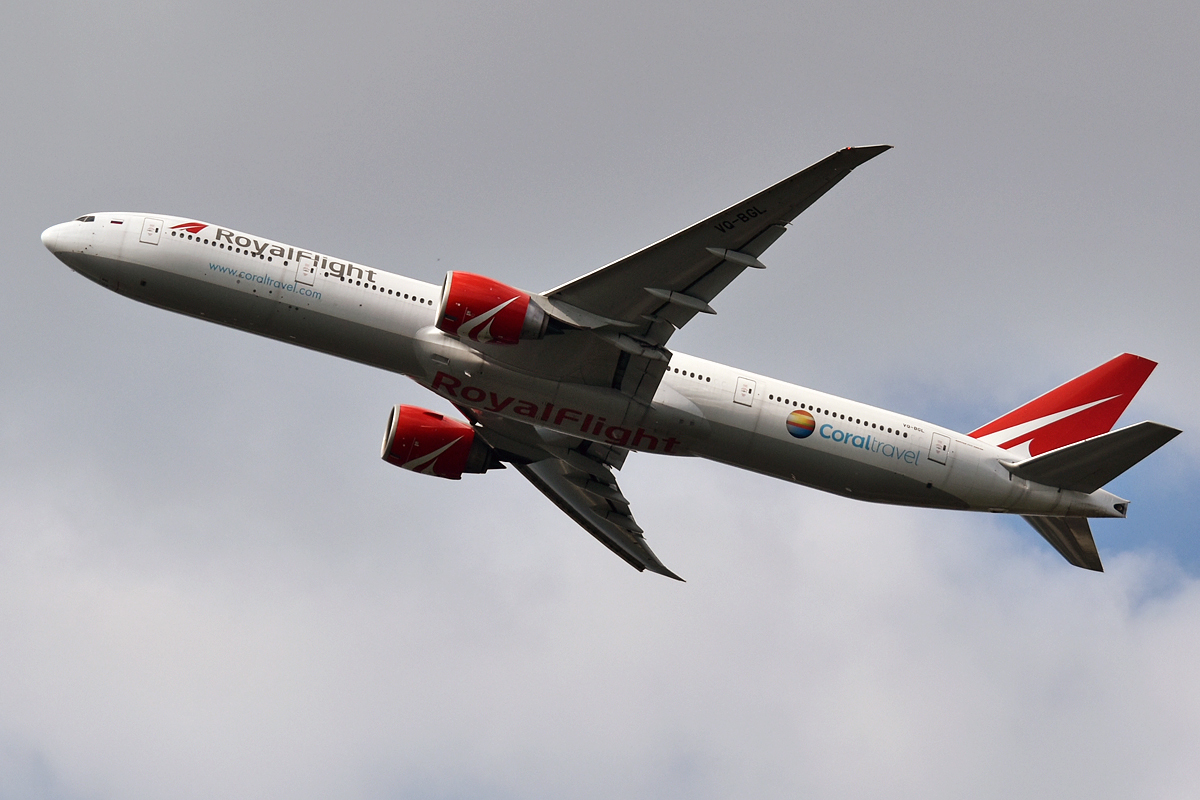
Royal Flight, VQ-BGL, Boeing 777-31H ER
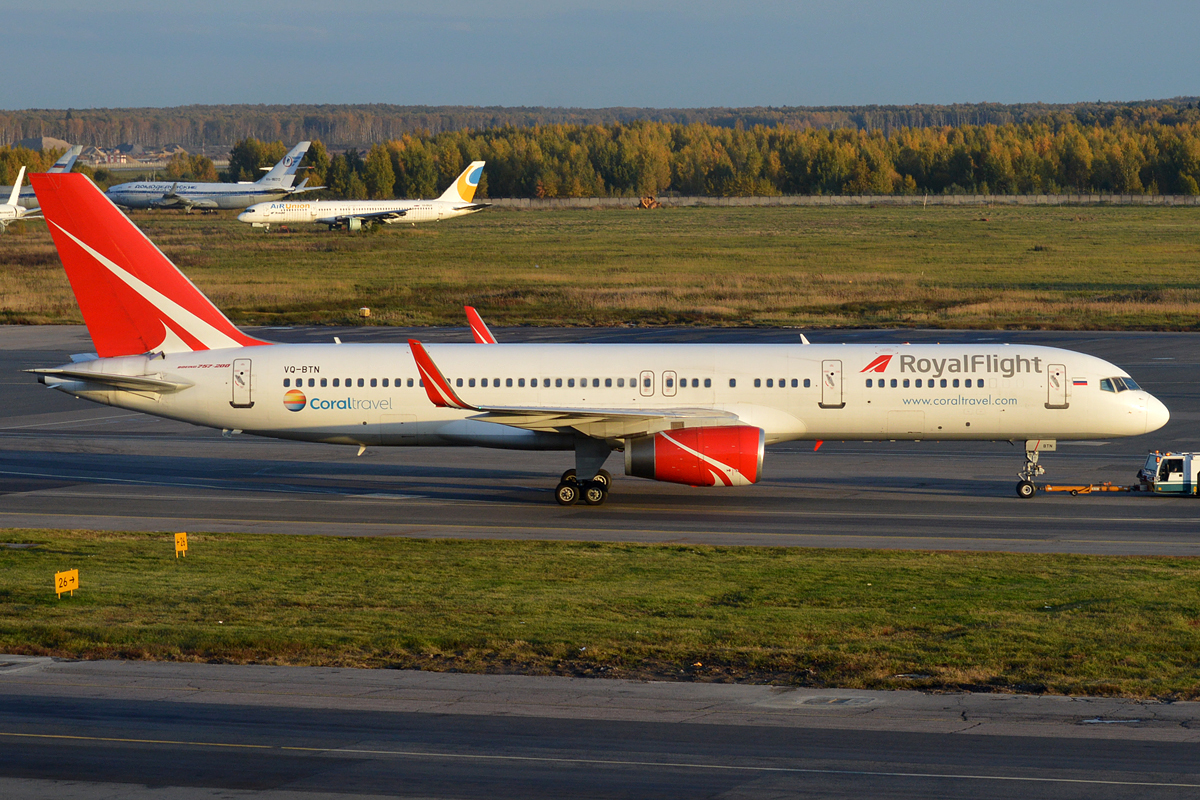
Royal Flight, VQ-BTN, Boeing 757-256